# Voleibol adaptado
El voleibol adaptado, también denominado como Voleibol sentado derivado por su traducción de su nombre en Alemán itzbal, es un deporte derivado del voleibol, practicado por personas con discapacidad física. Está regulado por la Organización Mundial de Voleibol para Personas con Discapacidad. Forma parte del programa paralímpico desde la edición de Toronto 1976. Existen dos modalidades: de pie y sentado.